# Espaço de Fock
O espaço de Fock, em mecânica quântica, é um sistema algebraico (um espaço de Hilbert) que se usa para descrever um estado quântico com um número variável ou desconhecido de partículas. Recebe o seu nome de Vladimir Fock.
Tecnicamente, o espaço de Fock é o espaço de Hilbert preparado como soma direta dos produtos tensoriais dos espaços de Hilbert para uma partícula:
{\displaystyle F_{\nu }(H)=\bigoplus _{n=0}^{\infty }S_{\nu }H^{\otimes n}}
onde Sν é o operador que simetriza (ou anti-simetriza) o espaço, de forma que o espaço de Fock descreva adequadamente um conjunto de bosões ν=+ (ou fermiões ν=-). H é o espaço de Hilbert para uma só partícula. Esta forma de combinação de H, que resulta num espaço de Hilbert maior (o espaço de Fock), contém estados para um número arbitrário de partículas.
Os estados de Fock são a base natural para este espaço.